# Marcel Strougmayer
Marcel Strougmayer (Eupen, 8 februari 1958) is een Belgisch politicus voor de SP.

## Levensloop
Hij werd beroepshalve onderwijzer, waarna hij in 1998 schooldirecteur werd. Van 1994 tot 1998 werkte hij als kabinetsmedewerker bij Karl-Heinz Lambertz. Van 2010 tot 2015 was hij voorzitter van de Dienst voor Personen met een Beperking van de Duitstalige Gemeenschap.
Strougmayer werd lid van de Sozialistische Partei en was voor deze partij van 2006 tot 2018 gemeenteraadslid van Kelmis, een mandaat dat hij eerder van 1995 tot 2000 ook uitoefende. Tevens was hij van 2002 tot 2009 volksvertegenwoordiger van de Duitstalige Gemeenschap. In 2015 kwam hij opnieuw in het Parlement van de Duitstalige Gemeenschap terecht als opvolger van Louis Siquet. Ditmaal bleef hij er zetelen tot in 2019, toen hij niet werd herkozen.